# Irene Sänger-Bredt
Irene Reinhild Agnes Elisabeth Sänger-Bredt (* 24. April 1911 in Bonn als Irene Reinhild Agnes Elisabeth Bredt; † 20. Oktober 1983 in Stuttgart) war eine deutsche Mathematikerin, Raketenforscherin, Physikerin und Biologin. Zusammen mit ihrem späteren Mann Eugen Sänger entwickelte sie das erste Konzept eines Raumgleiters in der Studie Über einen Raketenantrieb für Fernbomber von 1944. Das Konzept führte, in der Absicht einen transkontinental einsetzbaren Amerikabomber zu bauen, zum Projekt Silbervogel.

“Die wenigen Frauen, die sich
 der Raumfahrt verschrieben haben, mussten oft große  Entbehrungen auf sich neh men und bekamen selten Anerkennung. Trotzdem standen sie unerbittlich ihren „Mann“.”

## Leben

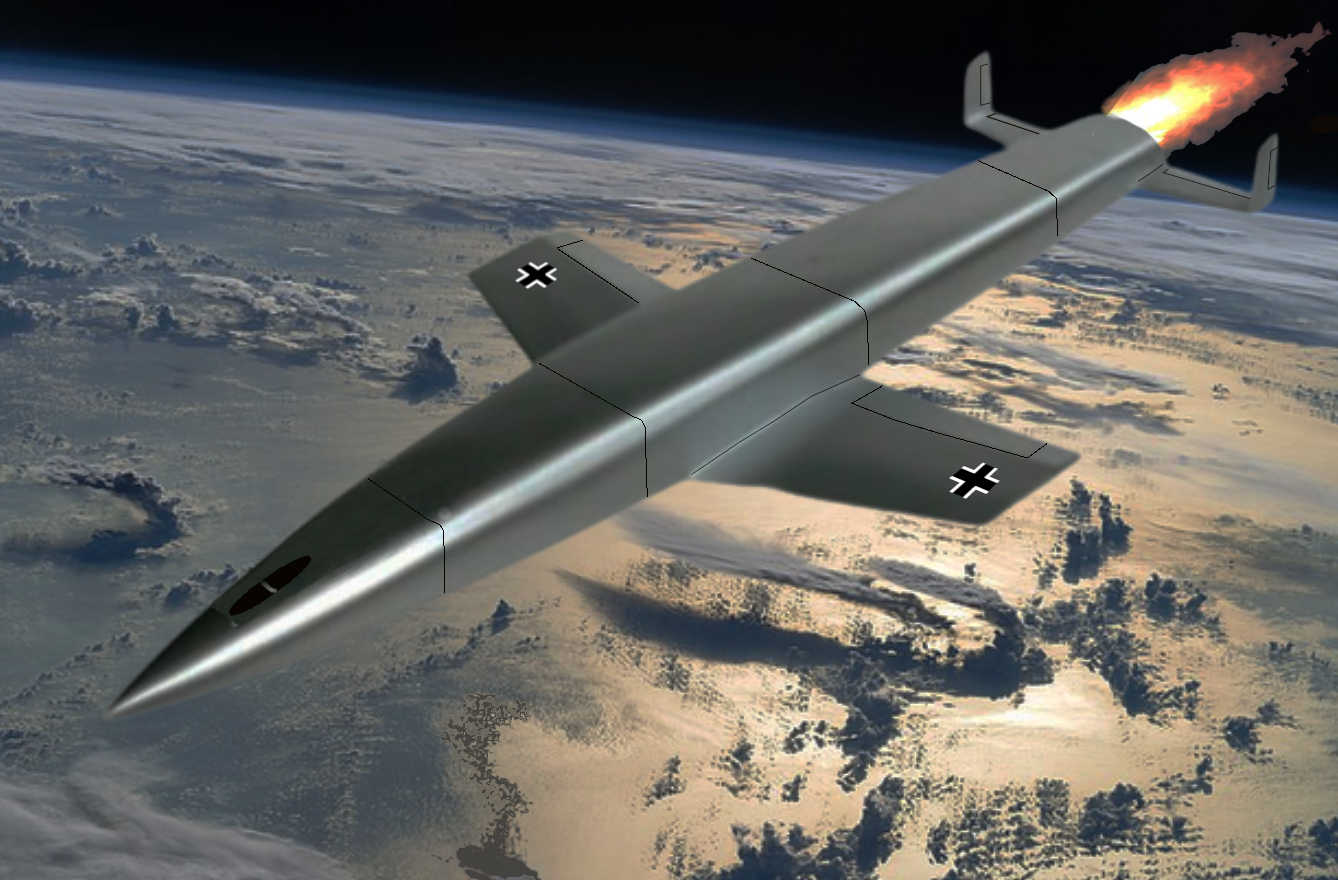
Silbervogel Entwurf des suborbitalen Bombers (künstlerisch nachempfunden)

Bredt studierte 1930 bis 1936 an den Universitäten Köln, Freiburg i.Br. und Bonn, wo sie allgemeine naturwissenschaftliche Fächer belegte. Ihre Interessen schwankten zwischen Biologie und Physik. Das letztere Fachgebiet wurde schließlich dominant, und sie promovierte bei Heinrich Konen und Christian Füchtbauer mit einer Arbeit über die Röntgenstrahlen seltener Erden, wobei als Promotionsjahr 1936 oder 1937 angegeben wird. Ihr Ziel war auf eine Anstellung in der Forschung oder in der Industrie gerichtet. Ab 1936, nach anderen Angaben ab 1937, war Bredt in der Raketenversuchsstelle Trauen auf dem Fliegerhorst Faßberg, die der Luftfahrtforschungsanstalt Hermann Göring untergeordnet war, tätig. Ein Jahr später wurde sie Assistentin von Eugen Sänger. Ihr Arbeitsgebiet war die Bearbeitung thermodynamischer und gaskinetischer Probleme an Flüssigkeitsraketen. 1941 übernahm sie die Leitung der physikalischen Abteilung des Instituts. 1942 wurde sie erste Assistentin Eugen Sängers an der Deutschen Forschungsanstalt für Segelflug und war mit der Betreuung und Auswertung von Staustrahl-Flugschleppversuchen betraut.
Ab 1945 arbeitete sie in der Forschung und als Beraterin am Arsenal de l’Aéronautique, Paris-Chàtillon, sowie als freie beratende Ingenieurin bei Matra, Paris-Billancourt und am Institute of Technology in Madras, Indien. Nach ihrer Heirat mit Eugen Sänger 1951 in Paris und der Geburt ihres Sohnes Hartmut (* 15. März 1952; † 17. Dezember 2015), späterer Bauingenieur und Raumfahrt Journalist, kehrten sie gemeinsam 1954 nach Deutschland zurück. Dort wurde sie stellvertretende Leiterin des Forschungsinstituts für Physik der Strahlantriebe, das Eugen Sänger als erstes europäisches Raumfahrtforschungsinstitut in Stuttgart gegründet hatte.
Ab 1963 arbeitete die in Stuttgart wohnhafte Irene Sänger-Bredt als beratende Ingenieurin in Raumfahrtfragen für die Firmen Junkers und Bölkow, die spätere Messerschmitt-Bölkow-Blohm GmbH. 1960 war sie das einzige weibliche Gründungsmitglied der Internationalen Astronautischen Akademie und veröffentlichte bis zu ihrem Tode am 20. Oktober 1983 in Stuttgart über 83 Manuskripte und Bücher über naturwissenschaftliche und kulturelle Themen. Ihre letzte Ruhestätte fand sie auf dem Alten Friedhof in Stuttgart-Vaihingen.

## Veröffentlichungen (Auswahl)
- Eugen Sänger, Irene Bredt: Über einen Raketenantrieb für Fernbomber Deutsche Luftfahrtforschung UM 3538, Ainring, August 1944.
  - engl. Version: Eugen Sänger, Irene Bredt: „A Rocket Drive for Long Range Bombers“, Transl M Hamermesh, BUAER, Navy Dept, Santa Barbara 1952.
- Irene R. A. E. Sänger-Bredt: Über die Nachweisbarkeit vorgeschichtlicher Raumfahrt in Mythen und Märchen. In: Ernst von Khuon (Hrsg.): Waren die Götter Astronauten? Wissenschaftler diskutieren die Thesen Erich von Dänikens. Taschenbuchausgabe: Droemer, München/Zürich 1972, ISBN 3-426-00284-1, S. 174–189 (Auszugsweiser Vorabdruck aus dem Buch Spuren unserer dunklen Brüder?).

## Ehrungen
- 1970 Hermann-Oberth-Medaille[11]
- Der Internationalen Förderkreises für Raumfahrt verleiht die Eugen-Sänger-Irene-Bredt-Medaille für hervorragende technische und wissenschaftliche Arbeiten auf dem Gebiet der wiederverwendbaren Raumtransportsysteme.